# Dinobryaceae
Dinobryaceae is een familie van algen in de orde Chromulinales. De familie Dinobryaceae bestaat uit ongeveer 23 genera, waarvan dinobryon een van de bekendste is.

## Genera
De volgende genera worden in de familie Dinobryaceae onderscheiden: Angulochrysis, Arthrochrysis, Arthropyxis, Chrysococcus, Chrysolykos, Codonobotrys, Codonodendron, Conradocystis, Dinobryon, Epipyxis, Hyalobryon, Kephyrion, Lepochromulina, Ollicola, Porochrysis, Poteriochroomonas, Pseudokephyrion, Sphaerobryon, Stenocodon, Stokesiella, Stylochrysalis, Stylopyxis en Woronichiniella.